# Massimo Poggi
Massimo Enrico Poggi (Genova, 30 gennaio 1908 – Genova, 13 ottobre 1976) è stato un dirigente sportivo italiano, presidente del Genoa dal 1946 al 1950.

## Carriera

### Dirigente sportivo
Medaglia d'oro alle Olimpiadi di Berlino del 1936.
Poggi fu presidente del Genoa dal novembre 1946 al 1950; succedette a Giovanni Peragallo e cedette l'incarico al commissario Aldo Mairano.
Sotto la sua presidenza il Genoa ottenne il terzo miglior piazzamento in Serie A della sua storia nel secondo dopoguerra, un settimo posto nella stagione 1948-1949, posizione superata solo nel 1990-1991.
Nel 1947, sotto la sua presidenza chiuse la sezione cestistica rossoblu.